# Dioscorea holmioidea
Dioscorea holmioidea är en enhjärtbladig växtart som beskrevs av Paul Jean Baptiste Maury. Dioscorea holmioidea ingår i släktet Dioscorea och familjen Dioscoreaceae. Inga underarter finns listade i Catalogue of Life.